# Olchowka (Udmurcja)
Olchowka (ros. Ольховка) – wieś (dieriewnia) w Rosji, w Udmurcji, w rejonie uwińskim. W 2010 liczyła 118 mieszkańców.